# Jornal do Brasil
Il Jornal do Brasil (JB) è un quotidiano brasiliano in lingua portoghese.

## Storia
Il Jornal do Brasil, fondato nel 1891 da Rodolfo Epifânio de Sousa Dantas, personaggio legato ad ambienti filo-imperiali; il giornale è dunque tra i più antichi quotidiani del Brasile. 
I primi proprietari del Jornal do Brasil furono i conti Pereira Carneiro. Giornale conservatore per quasi un decennio, negli anni cinquanta assunse le caratteristiche di un quotidiano politico di centro sinistra.
Nel 1960 un colpo di Stato impone la chiusura di tutti i giornali di orientamento di sinistra, tra cui anche il Jornal do Brasil. Il quel periodo il JB scriveva le sue pagine di opposizione al regime attraverso le pagine di giornali europei, come El País, Le Figaro, The Guardian e l'Unità.
Il 31 agosto 2010, il Jornal ha chiuso l'edizione cartacea, proseguendo la pubblicazione solo come giornale online.

## Struttura
- Pagina di economia brasiliana e russa
- Pagina di borsa brasiliana e russa
- Pagina di notizie dal mondo
- Pagina di cultura
- Pagina di sport

## Russia Hoje
Con il Jornal do Brasil troviamo in allegato il quotidiano Russia Hoje, edizione settimanale di Rossiyskaya Gazeta, pubblicata in collaborazione con la Gazzetta dal Brasile in Lingua portoghese, con ampie pagine dedicate alle notizie economiche, politiche, della Russia.